# Eupithecia acolpodes
Eupitecia acolpodes es una especie de polilla de la familia Geometridae. La especie fue descrita por primera vez por Louis Beethoven Prout en 1938 y se puede encontrar en India y Pakistán. Varios autores, incluyendo Vladimir Georgievich Mironov y Anthony Galsworthy ubican a esta especie como parte del complejo de especies E. sinuosaria.